# Jeremy Brockie
Jeremy Brockie (7 de octubre de 1987 en Christchurch) es un futbolista neozelandés que juega como delantero en el Maritzburg United de la Premier Soccer League sudafricana.
Desempeñó la mayor parte de su carrera en clubes de Nueva Zelanda y Australia, hasta que un prolífico paso por el Wellington Phoenix lo llevó a Sudáfrica, donde jugó primero para el SuperSport United primero y para los Sundowns después.
A nivel internacional conquistó la Copa de las Naciones de la OFC 2008 y 2016 y jugó varias competiciones, como la Copa FIFA Confederaciones 2009 y el Mundial de Sudáfrica 2010.

## Carrera
Debutó en 2003 jugando para el Nelson Suburbs, participante de la Mainland Premier League. Luego de una gran campaña, en 2004, una de las franquicias recién fundadas del Campeonato de Fútbol de Nueva Zelanda, el Canterbury United Football Club, lo contrató para la primera temporada del torneo. Tuvo poca participación, ingresando desde el banco en la mayoría de los encuentros. Aun así, los New Zealand Knights decidieron ficharlo para la A-League 2005/06, llegó a jugar 12 partidos y convertir 4 goles. En 2006 regresó al Canterbury, aunque ese mismo año viajaría a Australia para incorporarse al Sydney FC. Solo logró realizar 7 apariciones, sin tantos.
En 2007 volvió a Nueva Zelanda para jugar en el Hawke's Bay United y más adelante en el Team Wellington, aunque en 2009 un equipo de la A-League volvió a interesarse en él, en este caso el North Queensland Fury, aunque en 2010 se alejó de la franquicia y se transfirió al Newcastle Jets.
A mediados de 2012, una vez finalizada la temporada 2011/12, firmó un contrato de 3 años con el Wellington Phoenix. En la A-League 2012/13 hizo 16 goles en 24 partidos, convirtiéndose en uno de los máximos goleadores de dicha edición de la liga australiana. En 2013, durante el receso de la A-League, el Toronto FC de la Major League Soccer, lo fichó a préstamo hasta que se reanudara la primera división de Australia, en agosto.
En diciembre de 2014 firmó un precontrato con el que se aseguró su paso al SuperSport United de Sudáfrica a principios de 2015. Con dicho elenco ganó la Copa de Sudáfrica en las ediciones de 2015-16 y 2016-17. En ambas ocasiones el SuperSport derrotó en la final al Orlando Pirates, con Brockie anotando un gol en cada uno de los partidos decisivos. Además, obtuvo el título también en la MTN 8 2017. A principios de 2018 fue transferido al Mamelodi Sundowns, con el que se consagró campeón de la Premier Soccer League 2017-18.

### Clubes
| Club                            | País          | Año             | Partidos | Goles |
| ------------------------------- | ------------- | --------------- | -------- | ----- |
| Nelson Suburbs                  | Nueva Zelanda | 2003 - 2004     |          |       |
| Canterbury United Football Club | Nueva Zelanda | 2004 - 2005     |          |       |
| New Zealand Knights             | Nueva Zelanda | 2005 - 2006     |          |       |
| Canterbury United Football Club | Nueva Zelanda | 2006            |          |       |
| Sydney Football Club            | Australia     | 2006 - 2007     |          |       |
| Hawke's Bay United              | Nueva Zelanda | 2007 - 2008     | 15       | 3     |
| Team Wellington                 | Nueva Zelanda | 2008            | 1        | 0     |
| North Queensland Fury           | Australia     | 2009 - 2010     | 14       | 1     |
| Newcastle United Jets           | Australia     | 2010 - 2012     | 40       | 11    |
| Wellington Phoenix              | Nueva Zelanda | 2012 - 2014     | 59       | 23    |
| Toronto FC (a préstamo)         | Canadá        | 2013            | 15       | 1     |
| SuperSport United               | Sudáfrica     | 2015 - 2018     | 119      | 53    |
| Mamelodi Sundowns               | Sudáfrica     | 2018 - 2019     | 32       | 2     |
| Maritzburg United (a préstamo)  | Sudáfrica     | 2019 - Presente | 15       | 1     |

### Selección nacional
En representación de Nueva Zelanda, disputó el Campeonato Sub-20 de la OFC 2005 y ganó el de 2007. Gracias a este último título, disputó la Copa Mundial Sub-20 Canadá 2007, donde los Kiwis cayeron en sus presentaciones frente a Portugal, Gambia y México.
Su primer llamado para la selección mayor se produjo en febrero de 2006 para jugar un amistoso ante Malasia. En 2008 fue parte de la selección sub-23 que disputó los Juegos Olímpicos de Pekín 2008, en donde Brockie fue el único neozelandés que convirtió en dicha competición. Lo logró en el empate 1-1 ante China.
Fue parte del plantel que logró el título en la Copa de las Naciones de la OFC 2008. Fue convocado para la Copa FIFA Confederaciones 2009 y, más adelante, para la Copa Mundial de 2010, donde jugó solo los últimos minutos del último encuentro de la fase de grupos ante Paraguay. Disputó la Copa de las Naciones de la OFC 2012, donde los All Whites consiguieron el tercer lugar. Marcó su primer tanto internacional en un amistoso ante Uzbekistán, disputado el 8 de septiembre de 2014, en el que los Kiwis cayeron derrotaros por 3-1. En 2016 volvió a disputar la Copa de las Naciones luego de ser convocado para reemplazar a Clayton Lewis, en la que Nueva Zelanda volvió a conseguir el título.

#### Partidos y goles internacionales
| Partidos y goles internacionales | Partidos y goles internacionales | Partidos y goles internacionales        | Partidos y goles internacionales | Partidos y goles internacionales | Partidos y goles internacionales           | Partidos y goles internacionales |
| #                                | Fecha                            | Estadio                                 | Rival                            | Resultado                        | Competición                                | Gol(es)                          |
| -------------------------------- | -------------------------------- | --------------------------------------- | -------------------------------- | -------------------------------- | ------------------------------------------ | -------------------------------- |
| 2006                             |                                  |                                         |                                  |                                  |                                            |                                  |
| 1                                | 19 de febrero                    | Queen Elizabeth II Park, Christchurch   | Malasia                          | 1 – 0                            | Amistoso                                   |                                  |
| 2                                | 23 de febrero                    | Estadio North Harbour, Auckland         | Malasia                          | 2 – 1                            | Amistoso                                   |                                  |
| 3                                | 24 de mayo                       | Estadio Ferenc Szusza, Budapest         | Hungría                          | 0 – 2                            | Amistoso                                   |                                  |
| 4                                | 31 de mayo                       | A. Le Coq Arena, Tallin                 | Estonia                          | 1 – 1                            | Amistoso                                   |                                  |
| 2007                             |                                  |                                         |                                  |                                  |                                            |                                  |
| 5                                | 24 de marzo                      | Estadio Ricardo Saprissa Aymá, San José | Costa Rica                       | 0 – 4                            | Amistoso                                   |                                  |
| 6                                | 28 de marzo                      | Estadio José Romero, Maracaibo          | Venezuela                        | 0 – 5                            | Amistoso                                   |                                  |
| 2008                             |                                  |                                         |                                  |                                  |                                            |                                  |
| 7                                | 6 de septiembre                  | Estadio Numa-Daly Magenta, Numea        | Nueva Caledonia                  | 3 – 1                            | Copa de las Naciones de la OFC 2008        |                                  |
| 8                                | 19 de noviembre                  | Churchill Park, Lautoka                 | Fiyi                             | 0 – 2                            | Copa de las Naciones de la OFC 2008        |                                  |
| 2009                             |                                  |                                         |                                  |                                  |                                            |                                  |
| 9                                | 3 de junio                       | Estadio Suphachalasai, Bangkok          | Tailandia                        | 1 – 3                            | Amistoso                                   |                                  |
| 10                               | 3 de junio                       | National Stadium, Dar es-Salaam         | Tanzania                         | 1 – 2                            | Amistoso                                   |                                  |
| 11                               | 6 de junio                       | Estadio Nacional, Gaborone              | Botsuana                         | 0 – 0                            | Amistoso                                   |                                  |
| 12                               | 10 de junio                      | Atteridgeville Super Stadium, Pretoria  | Italia                           | 3 – 4                            | Amistoso                                   |                                  |
| 13                               | 14 de junio                      | Royal Bafokeng Stadium, Rustenburg      | España                           | 0 – 5                            | Copa FIFA Confederaciones 2009             |                                  |
| 14                               | 20 de junio                      | Ellis Park Stadium, Johannesburgo       | Irak                             | 0 – 0                            | Copa FIFA Confederaciones 2009             |                                  |
| 2010                             |                                  |                                         |                                  |                                  |                                            |                                  |
| 15                               | 24 de mayo                       | Melbourne Cricket Ground, Melbourne     | Australia                        | 1 – 2                            | Amistoso                                   |                                  |
| 16                               | 29 de mayo                       | Hypo-Arena, Klagenfurt                  | Serbia                           | 1 – 0                            | Amistoso                                   |                                  |
| 17                               | 4 de junio                       | Ljudski vrt, Maribor                    | Eslovenia                        | 1 – 3                            | Amistoso                                   |                                  |
| 18                               | 24 de junio                      | Estadio Peter Mokaba, Polokwane         | Paraguay                         | 0 – 0                            | Copa Mundial de Fútbol de 2010             |                                  |
| 19                               | 9 de octubre                     | Estadio North Harbour, Auckland         | Honduras                         | 1 – 1                            | Amistoso                                   |                                  |
| 20                               | 12 de octubre                    | Westpac Stadium, Wellington             | Paraguay                         | 0 – 2                            | Amistoso                                   |                                  |
| 2011                             |                                  |                                         |                                  |                                  |                                            |                                  |
| 21                               | 25 de marzo                      | Estadio Wuhan Sports Center, Wuhan      | China                            | 1 – 1                            | Amistoso                                   |                                  |
| 22                               | 1 de junio                       | Invesco Field at Mile High, Denver      | México                           | 0 – 3                            | Amistoso                                   |                                  |
| 23                               | 5 de junio                       | Adelaide Oval, Adelaida                 | Australia                        | 0 – 3                            | Amistoso                                   |                                  |
| 2012                             |                                  |                                         |                                  |                                  |                                            |                                  |
| 24                               | 29 de febrero                    | Mount Smart Stadium, Auckland           | Jamaica                          | 2 – 3                            | Amistoso                                   |                                  |
| 25                               | 23 de mayo                       | BBVA Compass Stadium, Houston           | El Salvador                      | 2 – 2                            | Amistoso                                   |                                  |
| 26                               | 26 de mayo                       | Estadio Cotton Bowl, Dallas             | Honduras                         | 1 – 0                            | Amistoso                                   |                                  |
| 27                               | 4 de junio                       | Estadio Lawson Tama, Honiara            | Papúa Nueva Guinea               | 2 – 1                            | Copa de las Naciones de la OFC 2012        |                                  |
| 28                               | 11 de septiembre                 | Estadio Lawson Tama, Honiara            | Islas Salomón                    | 1 – 1                            | Copa de las Naciones de la OFC 2012        |                                  |
| 29                               | 8 de junio                       | Estadio Lawson Tama, Honiara            | Nueva Caledonia                  | 0 – 2                            | Copa de las Naciones de la OFC 2012        |                                  |
| 30                               | 11 de septiembre                 | Estadio Lawson Tama, Honiara            | Islas Salomón                    | 4 – 3                            | Copa de las Naciones de la OFC 2012        |                                  |
| 31                               | 7 de septiembre                  | Estadio Numa-Daly Magenta, Numea        | Nueva Caledonia                  | 2 – 0                            | Clasificación para la Copa Mundial de 2014 |                                  |
| 32                               | 16 de octubre                    | Estadio Pater Te Hono Nui, Papeete      | Tahití                           | 2 – 0                            | Clasificación para la Copa Mundial de 2014 |                                  |
| 33                               | 16 de octubre                    | AMI Stadium, Christchurch               | Tahití                           | 3 – 0                            | Clasificación para la Copa Mundial de 2014 |                                  |
| 34                               | 14 de noviembre                  | Estadio Hongkou, Shanghái               | China                            | 1 – 1                            | Amistoso                                   |                                  |
| 2013                             |                                  |                                         |                                  |                                  |                                            |                                  |
| 35                               | 22 de marzo                      | Forsyth Barr Stadium, Dunedin           | Nueva Caledonia                  | 2 – 1                            | Clasificación para la Copa Mundial de 2014 |                                  |
| 36                               | 26 de marzo                      | Estadio Lawson Tama, Honiara            | Islas Salomón                    | 2 – 0                            | Clasificación para la Copa Mundial de 2014 |                                  |
| 37                               | 5 de septiembre                  | Estadio Rey Fahd, Riad                  | Arabia Saudita                   | 1 – 0                            | OSN Cup 2013                               |                                  |
| 38                               | 9 de septiembre                  | Estadio Rey Fahd, Riad                  | Emiratos Árabes Unidos           | 0 – 2                            | OSN Cup 2013                               |                                  |
| 39                               | 15 de octubre                    | Hasely Crawford, Puerto España          | Trinidad y Tobago                | 0 – 0                            | Amistoso                                   |                                  |
| 40                               | 13 de noviembre                  | Estadio Azteca, México, D. F.           | México                           | 1 – 5                            | Clasificación para la Copa Mundial de 2014 |                                  |
| 41                               | 20 de noviembre                  | Westpac Stadium, Wellington             | México                           | 2 – 4                            | Clasificación para la Copa Mundial de 2014 |                                  |
| 2014                             |                                  |                                         |                                  |                                  |                                            |                                  |
| 42                               | 5 de marzo                       | Estadio Olímpico, Tokio                 | Japón                            | 2 – 4                            | Amistoso                                   |                                  |
| 43                               | 30 de mayo                       | Mount Smart Stadium, Auckland           | Sudáfrica                        | 0 – 0                            | Amistoso                                   |                                  |
| 44                               | 8 de septiembre                  | Estadio Pakhtakor, Taskent              | Uzbekistán                       | 1 – 3                            | Amistoso                                   | 1 (1)                            |
| 45                               | 14 de noviembre                  | National Stadium, Nanchang              | China                            | 1 – 1                            | Amistoso                                   |                                  |
| 46                               | 18 de noviembre                  | 80th Birthday Stadium, Korat            | Tailandia                        | 0 – 2                            | Amistoso                                   |                                  |
| 2015                             |                                  |                                         |                                  |                                  |                                            |                                  |
| 47                               | 7 de septiembre                  | Estadio Thuwunna, Rangún                | Birmania                         | 1 – 1                            | Amistoso                                   |                                  |
| 2016                             |                                  |                                         |                                  |                                  |                                            |                                  |
| 48                               | 4 de junio                       | Sir John Guise, Puerto Moresby          | Islas Salomón                    | 1 – 0                            | Copa de las Naciones de la OFC 2016        |                                  |
| 49                               | 11 de junio                      | Sir John Guise, Puerto Moresby          | Papúa Nueva Guinea               | 0 – 0                            | Copa de las Naciones de la OFC 2016        |                                  |
| 2017                             |                                  |                                         |                                  |                                  |                                            |                                  |
| 50                               | 15 de noviembre                  | Estadio Nacional, Lima                  | Perú                             | 0 – 2                            | Clasificación para la Copa Mundial de 2018 |                                  |
| 2018                             |                                  |                                         |                                  |                                  |                                            |                                  |
| 51                               | 24 de marzo                      | Pinatar Arena, Murcia                   | Canadá                           | 0 – 1                            | Amistoso                                   |                                  |

## Palmarés
| Título                | Club               | País          | Año     |
| --------------------- | ------------------ | ------------- | ------- |
| Copa de las Naciones  | Selección nacional | Nueva Zelanda | 2008    |
| Copa de Sudáfrica     | SuperSport United  | Sudáfrica     | 2015-16 |
| Copa de las Naciones  | Selección nacional | Nueva Zelanda | 2016    |
| Copa de Sudáfrica     | SuperSport United  | Sudáfrica     | 2016-17 |
| MTN 8                 | SuperSport United  | Sudáfrica     | 2017    |
| Premier Soccer League | Mamelodi Sundowns  | Sudáfrica     | 2017-18 |

### Distinciones individuales
| Distinción                                           | Año     |
| ---------------------------------------------------- | ------- |
| Jugador del año de los miembros (Wellington Phoenix) | 2012-13 |
| Mejor jugador en la Copa de Sudáfrica                | 2015-16 |